# Shottisham
Shottisham är en by och en civil parish i distriktet East Suffolk, Suffolk, England. Civil parish har 179 invånare (2001). Den har en kyrka.